# Carson (California)
Carson es una ciudad del condado de Los Ángeles en el estado estadounidense de California. En el año 2008 tenía una población de 92 366 habitantes y una densidad poblacional de 1838.7 personas por km². Incorporada el 4 de abril de 1968, Carson es la municipalidad más joven en la región South Bay del Área de Los Ángeles.
La economía de Carson está basada fundamentalmente en la manufactoría. Alrededor de la mitad del área de Carson está ocupada por fábricas, refinerías de petróleo y otras estructuras industriales. Carson también tiene una diversa composición étnica consistente en hispanos, filipinos, afrodescendientes y samoanos.

## Geografía
Carson se encuentra ubicada en las coordenadas 33°50′23″N 118°15′35″O / 33.83972, -118.25972. Según la Oficina del Censo, la ciudad tiene un área total de 49,12 km² (19,0 mi²), de la cual 48,8 km² (18,8 mi²) es tierra y 0,32 km² (0,1 mi²) (0.65 %) es agua.

## Demografía
Según el censo de 2000, hay 89 730 personas, 24 648 hogares y 20 236 familias residiendo en la ciudad. La densidad de población es de 1838.9 hab/km². La composición racial de los habitantes de la ciudad es: 25.69 % blancos, 25.41 % negro o afrodescendiente, 0.56 % nativo americano, 22.27 % asiático (principalmente filipino), 2.99 % del pacífico, 17.98 % de otras razas y 5.09 % de dos o más razas. El 34.92 % de la población es hispana o latina de cualquier raza. Los blancos no hispanos comprenden el 12.00 % de la población
Hay 24 648 hogares de los cuales el 39.2 % tienen niños menores de 18 años. El 58.7 % son parejas casadas, el 17.2 % tienen una mujer sin marido presente, y el 17.9 % no son familias. En el 14.2 % de los hogares viven personas solas y el 5.9 % tienen a algún mayor de 65 años viviendo solo.
La población de la ciudad por edad es de: 28.4 % menores de 18, 9.9 % de 18 a 24, 28.5 % de 25 a 44, 22.5 % de 45 a 64 y 10.7 % mayores de 65. La edad media es de 34 años. De cada 100 mujeres hay 93.3 hombres. De cada 100 mujeres mayores de 18 hay 89.4 hombres.
Los ingresos medios en cada vivienda de la ciudad son de 52 284 dólares y los ingresos medios por familia de 54 886. Los hombres tienen unos ingresos medios de 33 579 frente a los 31 110 de las mujeres. Los ingresos per cápita de la ciudad son de 17 107 dólares. El 9.3 % de la población y el 7.2 % de las familias están por debajo del umbral de pobreza. El 10.9 % de los menores de 18 y el 8.6 % de los mayores de 65 están por debajo del umbral de pobreza.

## Deportes
| Equipo                          | Liga                | Estadio                           | Fundación | Campeonatos |
| ------------------------------- | ------------------- | --------------------------------- | --------- | ----------- |
| Los Angeles Galaxy              | MLS Fútbol          | Dignity Health Sports Park        | 1995      | 5           |
| Rugby Football Club Los Angeles | MLR Rugby           | Dignity Health Sports Park]]      | 2018      | 0           |
| Chivas USA                      | MLS Fútbol          | The Home Depot Center             | 2004-2014 | 0           |
| Los Angeles Sol                 | WPS Fútbol femenino | The Home Depot Center             | 2009      | 0           |
| Carson Buzz                     | ABA Baloncesto      | Veterans Park Sports Complex      | 2004      | 0           |
| Los Angeles Riptide             | MLL Lacrosse        | The Home Depot Center Track Field | 2006      | 0           |

## Educación

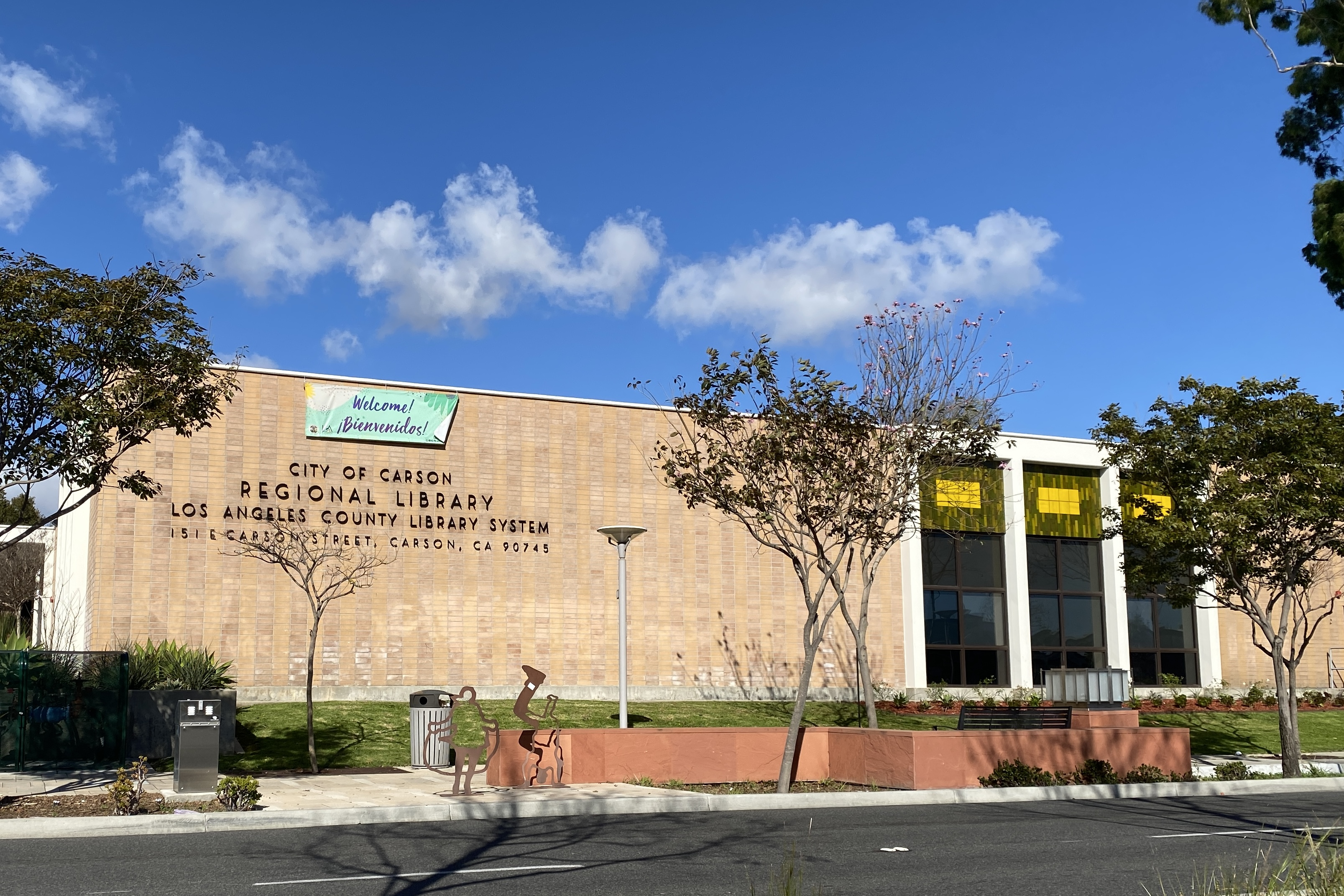
Biblioteca de Carson, Biblioteca Pública del Condado de Los Ángeles

El Distrito Escolar Unificado de Los Ángeles y el Distrito Escolar Unificado de Compton gestionan las escuelas públicas.